# NGC 933
NGC 933 is een spiraalvormig sterrenstelsel in het sterrenbeeld Andromeda. Het hemelobject werd op 11 september 1885 ontdekt door de Amerikaanse astronoom Lewis A. Swift.

## Synoniemen
- PGC 9465
- UGC 1956
- MCG 8-5-13
- ZWG 553.16
- NPM1G +45.0062